# Kabinet-De Klerk
Zuid-Afrika kende in de periode tussen 16 augustus 1989 en 10 mei 1994 één kabinet-De Klerk.

## Achtergrond
President Pieter Willem Botha, regeringsleider sinds 1978, kwam vanwege zijn conservatieve beleid steeds meer onder druk te staan en na een lichte beroerte in januari 1989 werd hij tot aftreden gedwongen. Op 15 augustus 1989 werd Frederik Willem de Klerk (1936-2021) beëdigd tot staatspresident van Zuid-Afrika. Op 4 september 1989 vonden parlementsverkiezingen plaats die weliswaar verlies opleverden (-21 zetels) voor de regerende Nasionale Party (NP), maar zij kon ondanks dit resultaat steunen op een comfortabele meerderheid in de 178 leden tellende Volksraad (parlement voor blanken). Ook de verkiezingen voor het Huis van Afgevaardigden (het parlement van de kleurlingen) en het Huis van Gedelegeerden (het parlement van de Indiërs) verliepen gunstig voor het apartheidsregime en De Klerks regering kon zonder moeilijkheden van start. Aanvankelijk leek De Klerk het beleid van zijn voorganger te zullen voortzetten, maar internationale gebeurtenissen (Val van de Muur, koerswijziging buitenlandse politiek van de Westerse mogendheden) leidden al snel tot een koerswijziging van de regering die uiteindelijk zouden uitmondden in de afschaffing van de apartheid en de eerste multiraciale parlementsverkiezingen in 1994.

## Kabinet-De Klerk
| Ministerspost                                                           | naam                                               | partij | periode                                         |
| ----------------------------------------------------------------------- | -------------------------------------------------- | ------ | ----------------------------------------------- |
| President                                                               | Frederik Willem de Klerk                           | NP     | 1989 - 1994                                     |
| Minister van Buitenlandse Zaken                                         | Pik Botha                                          | NP     | 1989 - 1994                                     |
| Minister van Ontwikkeling en Samenwerking Minister van Onderwijs        | Gerrit Viljoen Roelf Meyer                         | NP     | 1989 - 1992 1992 - 1994                         |
| Minister van Financiën                                                  | Barend du Plessis Derek Keys                       | NP     | 1989 - 1992 1992 - 1994                         |
| Minister van Justitie                                                   | Kobie Coetsee                                      | NP     | 1989 - 1994                                     |
| Minister van Verdediging                                                | Generaal Magnus Malan Roelf Meyer Gene Louw        | NP     | 1989 - 1991 1991 - 1992 1992 - 1993 1993 - 1994 |
| Minister van Binnenlandse Zaken                                         | Gene Louw Louis Pienaar Danie Schutte              | NP     | 1989 - 1992 1992 - 1993 1993 - 1994             |
| Minister van Transport                                                  | George Bartlett Piet Welgemoed                     | NP     | 1989 - 1991 1991 - 1994                         |
| Minister van Staatsveiligheid                                           | Frederik Willem de Klerk                           | NP     | 1989 - 1994                                     |
| Minister van Recht en Orde                                              | Adriaan Vlok Hernus Kriel                          | NP     | 1989 - 1991 1991 - 1994                         |
| Minister van Gevangeniswezen                                            | Adriaan Vlok                                       | NP     | 1991 - 1994                                     |
| Minister van Landbouw en Visserij                                       | Kraai van Niekerk                                  | NP     | 1990 - 1994                                     |
| Minister van Planning en Provinciale Zaken                              | Hernus Kriel Leon Wessels                          | NP     | 1989 - 1991 1991 - 1992                         |
| Minister van Lokale Overheden                                           | Amie Venter Leon Wessels Tertius Delport           | NP     | 1989 - 1992 1992 - 1993 1993 - 1994             |
| Minister van Volkshuisvesting                                           | Sam de Beer Leon Wessels Kouis Shill               | NP     | 1989 - 1991 1992 - 1993 1993 - 1994             |
| Minister van Nationaal Onderwijs                                        | Gene Louw Louis Pienaar Piet Marais                | NP     | 1989 - 1990 1990 - 1992 1992 - 1994             |
| Minister van Educatie en Opleiding (Onderwijs voor de zwarte bevolking) | Stoffel van der Merwe Sam de Neer                  | NP     | 1989 - 1991 1991 - 1994                         |
| Minister van Onderwijs en Cultuur (Onderwijs voor blanken)              | Piet Clase Piet Marais                             | NP     | 1989 - 1991 1991 - 1994                         |
| Minister van Onderwijs en Cultuur (Onderwijs voor Kleurlingen)          | Abe Williams                                       | LP     | 1993 - 1994                                     |
| Minister van Mijnbouw en Energie                                        | Dawie de Villiers George Bartlett                  | NP     | 1989 - 1991 1991 - 1994                         |
| Minister van Economische Zaken                                          | Dawie de Villiers Derek Keys                       | NP     | 1991 - 1992 1992 - 1994                         |
| Minister van Staatsbedrijven                                            | Dawie de Villiers                                  | NP     | 1989 - 1994                                     |
| Minister van Openbare Werken                                            | George Bartlett Leon Wessels Gene Louw Louis Shill | NP     | 1989 - 1991 1991 - 1992 1992 - 1993 1993 - 1994 |
| Minister van Streken en Grond Zaken                                     | Jacob de Villiers André Fourie                     | NP     | 1989 - 1993 1993 - 1994                         |
| Minister van Waterstaat en Bosbouw                                      | Gert Kotzé Generaal Magnus Malan                   | NP     | 1989 - 1991 1991 - 1993                         |
| Minister van Begrotings Zaken en Staatsuitgaven                         | Amie Venter                                        | NP     | 1989 - 1994                                     |
| Minister van Milieu Minister van Milieu en Waterstaat                   | Gert Kotzé Louis Pienaar Japie van Wyk             | NP     | 1989 - 1990 1990 - 1993 1993 - 1994             |
| Minister van Sociale Zaken                                              | Piet Badenhorst Rina Venter                        | NP     | 1989 - 1993 - 1994                              |
| Minister van Gezondheid                                                 | Rina Venter                                        | NP     | 1989 - 1994                                     |
| Minister van Sport                                                      | Abe Williams                                       | LP     | 1993 - 1994                                     |
| Minister van Ontwikkeling                                               | Jac Rabie                                          | LP     | 1984 - 1989                                     |
| Minister van Toerisme                                                   | Kent Durr George Marais Bhadra Ranchod             | NP     | 1989 - 1991 1991 - 1993 1993 - 1994             |
| Minister van Communicatie                                               | Roelf Meyer                                        | NP     | 1991 - 1994                                     |
| Minister van Postwezen en Telecommunicatie                              | Piet Welgemoed                                     | NP     | 1991 - 1994                                     |